# Четырёхглазки
Четырёхглазки (лат. Anableps) — род живородящих лучепёрых рыб из семейства четырёхглазковых (Anablepidae) отряда карпозубообразных, обитающих в илистых прибрежных водах Бразилии и Центральной Америки.
Четырёхглазки, размер которых составляет 30 см, обитают у поверхности воды. Их глаза разделены горизонтальной перепонкой, разделяющей их зрачок на две части. Таким образом четырёхглазки в состоянии смотреть одновременно, как над, так и под водой. Верхняя часть их глазной линзы слабо, а нижняя сильно изогнута, чтобы обеспечивать правильное преломление света. Четырёхглазки являются единственными позвоночными, умеющими одновременно видеть под и над водой.

## Галерея

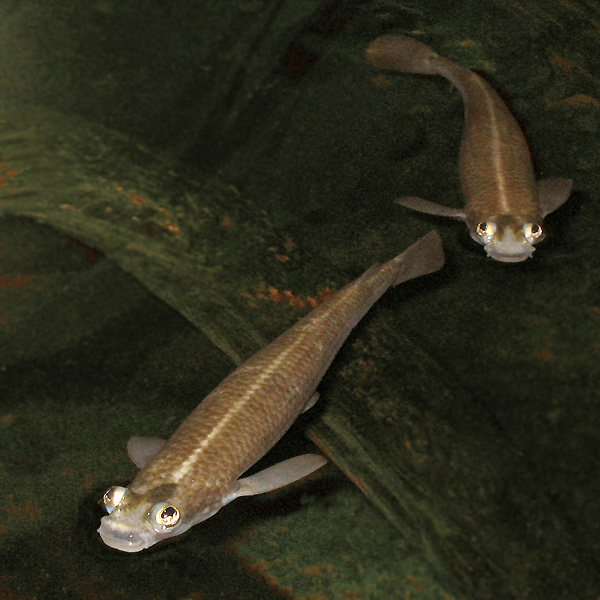
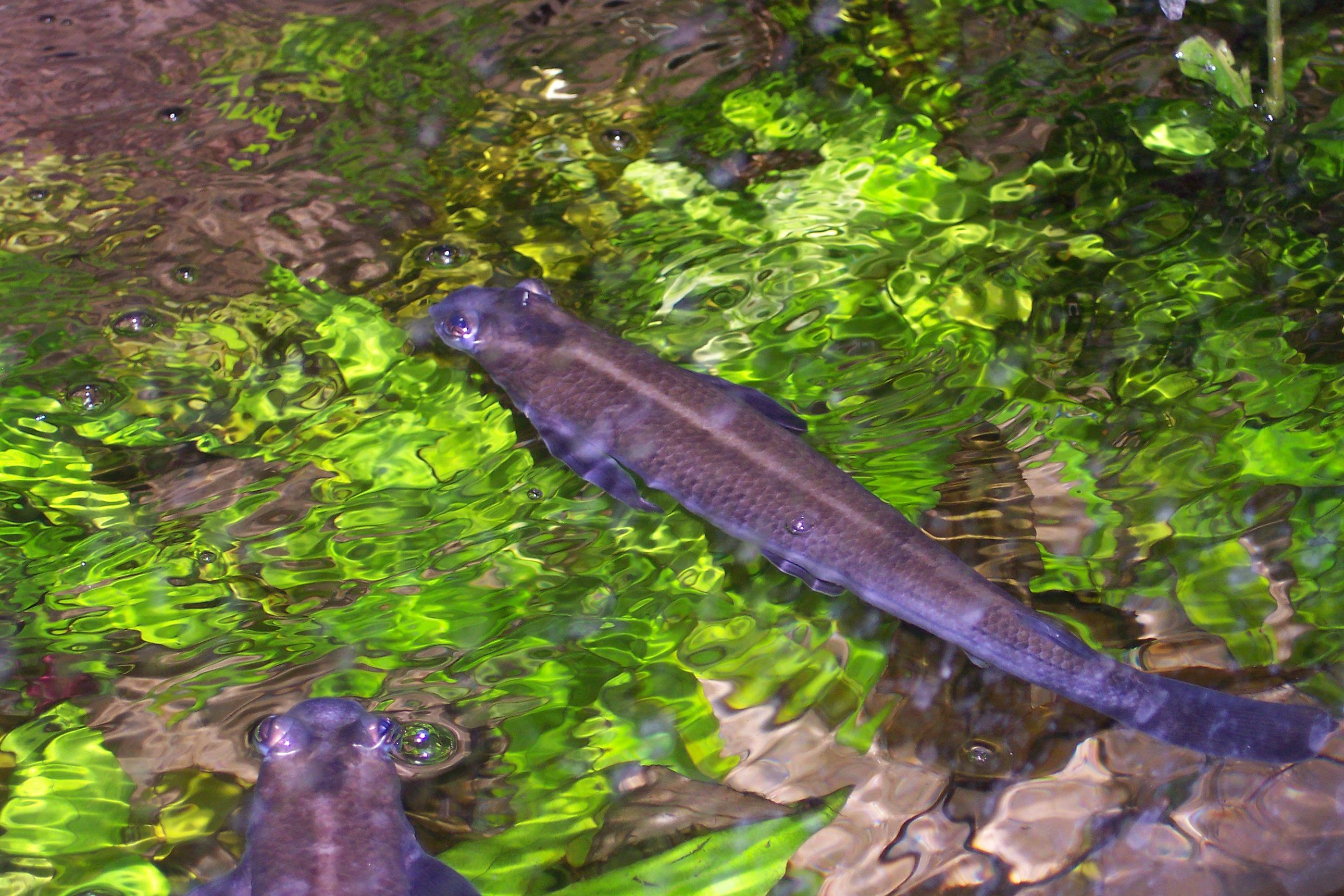

## Виды
- Anableps anableps (Linnaeus, 1758)
- Anableps dowei Gill, 1861
- Anableps microlepis Müller et Troschel, 1844[1]